# Fachpraktiker für Bürokommunikation
Fachpraktiker für Bürokommunikation ist ein Ausbildungsberuf mit dreijähriger Ausbildungsdauer, für den man keinen Schulabschluss benötigt. Diese Ausbildung ist für Menschen mit einer Behinderung gedacht. Die Arbeit wird entweder in der Berufsschule und im Betrieb (in Industrie und Handel, im Handwerk und im öffentlichen Dienst) erlernt oder in der beruflichen Rehabilitation. Zu der Arbeit gehört u. a. Finanz- und Rechnungswesen, Postbearbeitung, oder auch Dokumente ordnen. Inhaltlich lehnt sich die Ausbildung an den anerkannten Ausbildungsberuf Kaufmann für Büromanagement an.